# Luninez

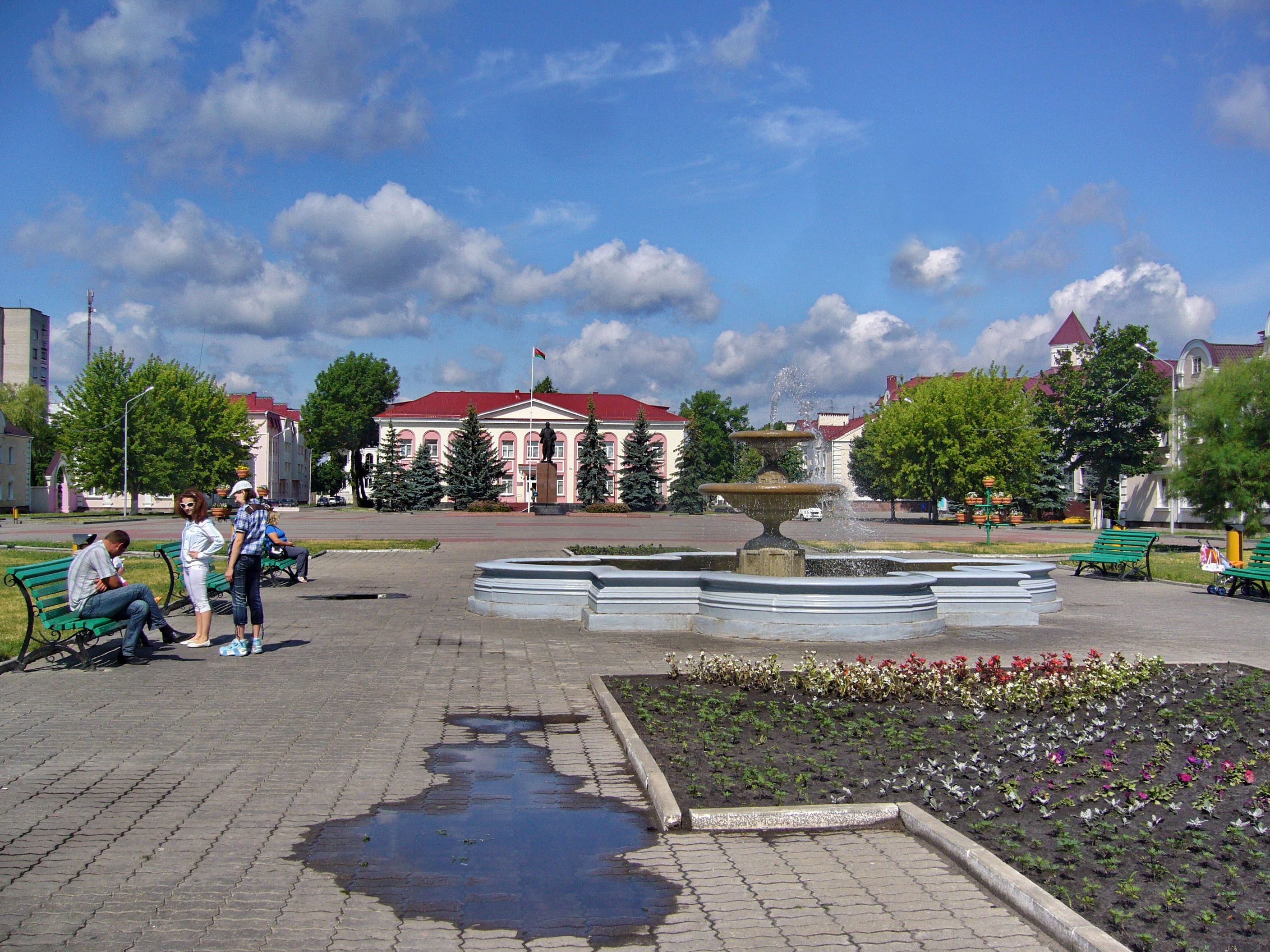
Luninez

Luninez (belarussisch Лунінец, russisch Лунинец, polnisch Łuniniec) ist eine Stadt in der Republik Belarus in der Breszkaja Woblasz mit rund 24.000 Einwohnern. Die Stadt ist ein administratives Zentrum des Rajons Luninez in der Nähe des Prypjat und stellt einen wichtigen Eisenbahnknotenpunkt im westlichen Teil des Landes dar. In Luninez erscheint die regionale Zeitung Lunineckija nawiny.

## Wappen
In Blau sind pfahlweise gestellt ein silberner Fürstenhut über zwei ebenso gefärbten Pfeilen mit den Spitzen nach oben und rechts weisend und im Schildfuß eine silberne Knospe.

## Geografie
Die Stadt liegt im Süden des Landes in der Region Polesien östlich der Stadt Pinsk. Rund 60 km südlich verläuft die Grenze zur Ukraine.

## Geschichte
Die erste Erwähnung findet Luninez in historischen Quellen im Jahre 1449 als Dorf mit dem Namen Maly Lulin. Um die Jahrhundertwende 19./20. Jahrhundert wurde zu einem wichtigen Eisenbahnknotenpunkt der Region. Von 1921 bis 1939 gehörte Luninez zu Polen und war Hauptstadt des Powiats Łuniniec in der Woiwodschaft Polesien. Im Verlaufe des Zweiten Weltkrieges befand sich die gesamte Region von 1941 bis 1944 unter deutscher Okkupation.

## Wirtschaft
Neben der Bedeutung als Verkehrsknotenpunkt ist Luninez Standort der Elektronikfabrik Polesseelektromasch, einer Fabrik für Molkereiprodukte (Luninezki malotschny sawod), der Forstwirtschaft Luninecles und eines holzverarbeitenden Kombinates.

## Verkehr
Luninez liegt am Kreuzungspunkt der Hauptbahnstrecken Brest–Homel und Vilnius–Riwne. Außerdem liegt es an der Fernstraße von Brest nach Homel.

## Städtepartnerschaften
Seit 8. Oktober 2001 unterhält Luninez eine Städtepartnerschaft mit Schenefeld (Deutschland).

## Persönlichkeiten
- Zygmunt Ziółkowski (1889–1963), von 1932 bis 1937 Bürgermeister von Luninez
- Alexander Potejew (* 1952), russischer Geheimdienstoffizier
- Iryna Chljustawa (* 1978), Sprinterin
- Max Korsch (* 1988), Musiker
- Eduard Michan (* 1989), Zehnkämpfer